# Tyrinthia frontalis
Tyrinthia frontalis är en skalbaggsart som först beskrevs av Guérin-Méneville 1855.  Tyrinthia frontalis ingår i släktet Tyrinthia och familjen långhorningar. Inga underarter finns listade i Catalogue of Life.